# Megalomus darwini
Megalomus darwini är en insektsart som beskrevs av Banks 1924. Megalomus darwini ingår i släktet Megalomus och familjen florsländor. Inga underarter finns listade i Catalogue of Life.